# 維托半島
63°49′S 59°48′W / 63.817°S 59.800°W

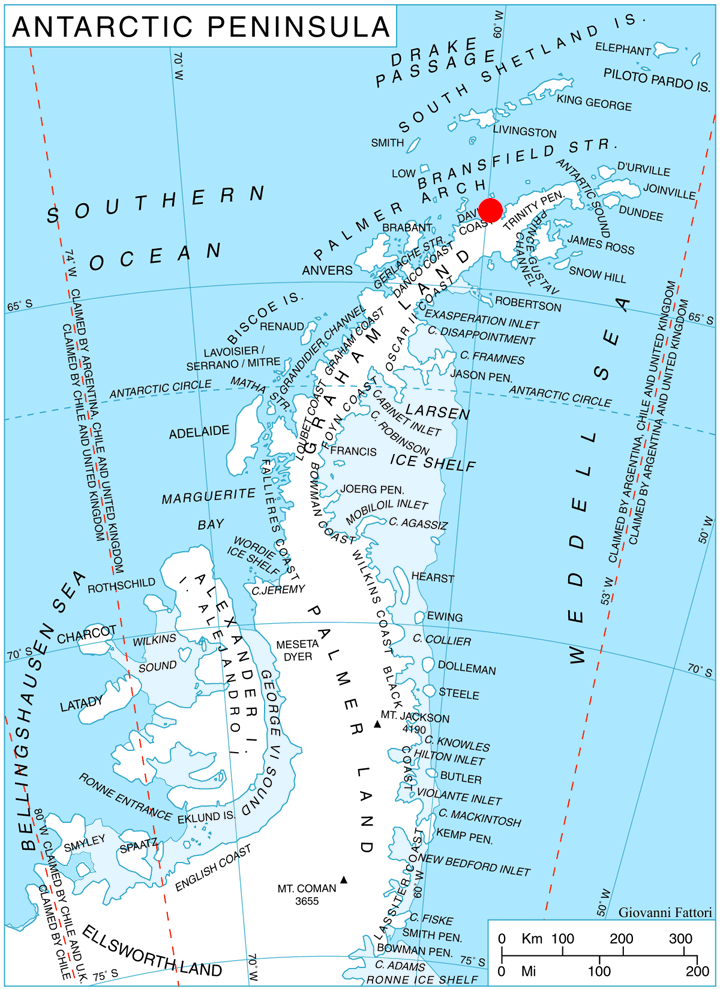

維托半島是南極洲的海岬，位於葛拉漢地，是夏科灣的西面界限，長9公里，北面以卡特角和拉迪博什角為界，瑞典探險隊在1902年12月測量該半島，以英國空軍命名。